# Яковлев, Сергей Владимирович
Сергей Владимирович Яковлев (род. 23 августа 1983) — российский самбист, бронзовый призёр чемпионатов России по боевому самбо, мастер спорта России. Боец смешанных единоборств. Выступал в весовых категориях до 74-82 кг. Его наставниками были А. В. Чугреев и А. В. Комаров. В 2011—2013 годах трижды становился бронзовым призёром чемпионатах страны. В смешанных единоборствах провёл семь боёв, из которых проиграл только первый. Из шести побед одну одержал раздельным решением судей, две — техническим нокаутом и три — единогласным решением.

## Спортивные достижения
- Чемпионат России по боевому самбо 2011 года — ;
- Чемпионат России по боевому самбо 2012 года — ;
- Чемпионат России по боевому самбо 2013 года — ;

## Статистика боёв
| Результат | Рекорд | Соперник        | Способ                        | Турнир                                                                        | Дата                  | Раунд | Время | Место                   | Примечание |
| --------- | ------ | --------------- | ----------------------------- | ----------------------------------------------------------------------------- | --------------------- | ----- | ----- | ----------------------- | ---------- |
| Победа    | 6-1    | Юрий Григорян   | Единогласное решение          | CNN — Board and Sword                                                         | 23 ноября 2012 года   | 2     | 5:00  | Россия, Нижний Новгород |            |
| Победа    | 5-1    | Айгун Ахмедов   | Единогласное решение          | Fight Nights — Battle of Moscow 8                                             | 3 ноября 2012 года    | 2     | 5:00  | Россия, Москва          |            |
| Победа    | 4-1    | Магомед Альдиев | Единогласное решение          | FWR — Fights With Rules 3                                                     | 25 ноября 2011 года   | 2     | 5:00  | Россия, Уфа             |            |
| Победа    | 3-1    | Ванг Сай        | Техническим нокаутом (удары)  | TFC 6 — Top of the Forbidden City 6                                           | 24 сентября 2011 года | 3     | 1:13  | Китай, Пекин            |            |
| Победа    | 2-1    | Мурад Даурбеков | Техническим нокаутом (удары)  | FWR — Fights With Rules 2                                                     | 26 мая 2011 года      | 1     | 2:10  | Россия, Уфа             |            |
| Победа    | 1-1    | Павел Никаноров | Раздельное решение            | Northwestern League of Combat Sambo — Tournament in Memory of Partisan German | 11 сентября 2010 года | 2     | 5:00  | Россия, Санкт-Петербург |            |
| Поражение | 0-1    | Руслан Хасханов | Сабмишном (скручивание пятки) | M-1 Challenge — 2009 Selections 4                                             | 24 июня 2009 года     | 1     | 0:44  | Россия, Санкт-Петербург |            |